# NGC 5994
NGC 5994 (другие обозначения — UGC 10033, KCPG 472A, MCG 3-40-38, Arp 72, ZWG 107.36, VV 16, NPM1G +18.0461, PGC 56020) — галактика в созвездии Змея.
Этот объект входит в число перечисленных в оригинальной редакции «Нового общего каталога», а также включён в атлас пекулярных галактик.